# Hancock (Wisconsin)
Hancock es una villa ubicada en el condado de Waushara en el estado estadounidense de Wisconsin. En el Censo de 2010 tenía una población de 417 habitantes y una densidad poblacional de 143,5 personas por km².

## Geografía
Hancock se encuentra ubicada en las coordenadas 44°7′53″N 89°30′57″O / 44.13139, -89.51583. Según la Oficina del Censo de los Estados Unidos, Hancock tiene una superficie total de 2.91 km², de la cual 2.77 km² corresponden a tierra firme y (4.63%) 0.13 km² es agua.

## Demografía
Según el censo de 2010, había 417 personas residiendo en Hancock. La densidad de población era de 143,5 hab./km². De los 417 habitantes, Hancock estaba compuesto por el 94.24% blancos, el 0.48% eran afroamericanos, el 0% eran amerindios, el 0.24% eran asiáticos, el 0% eran isleños del Pacífico, el 4.08% eran de otras razas y el 0.96% pertenecían a dos o más razas. Del total de la población el 11.03% eran hispanos o latinos de cualquier raza.